# Cruces (Cuba)

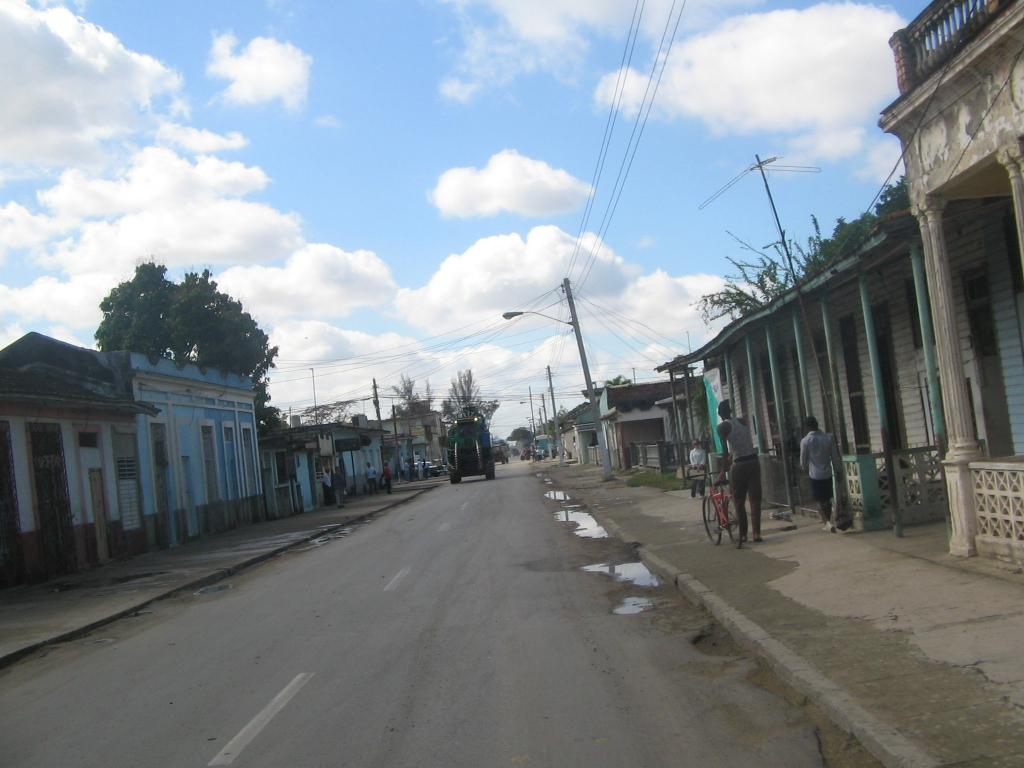
Cidade de Cruces.

Cruces é um município de Cuba pertencente à província de Cienfuegos. 